# Sung Nak-woon
Sung Nak-woon (* 2. Februar 1926; † 28. Mai 1997) war ein südkoreanischer Fußballspieler.

## Karriere
Sung war Teil des Kaders der südkoreanischen Nationalmannschaft bei der Weltmeisterschaft 1954 und hatte hier in der Gruppenphase seinen einzigen Einsatz gegen die Mannschaft von Ungarn.